# Hippopsis mourai
Hippopsis mourai är en skalbaggsart som beskrevs av Martins och Maria Helena M. Galileo 1994. Hippopsis mourai ingår i släktet Hippopsis och familjen långhorningar. Inga underarter finns listade i Catalogue of Life.